# ニューポートビーチ
ニューポートビーチ（英: Newport Beach）は、アメリカ合衆国のカリフォルニア州のオレンジ郡にある都市。サンタアナの南15kmに位置する。人口は8万5239人（2020年）。
市内の一家族の平均収入および資産は、全米有数の水準にある。ニューポート＝メサ地域の地元紙「デイリー・パイロット」は2010年、市内の4分の1の世帯が年収20万ドル以上で、資産は平均およそ100万ドルにのぼると報じた。

## 歴史

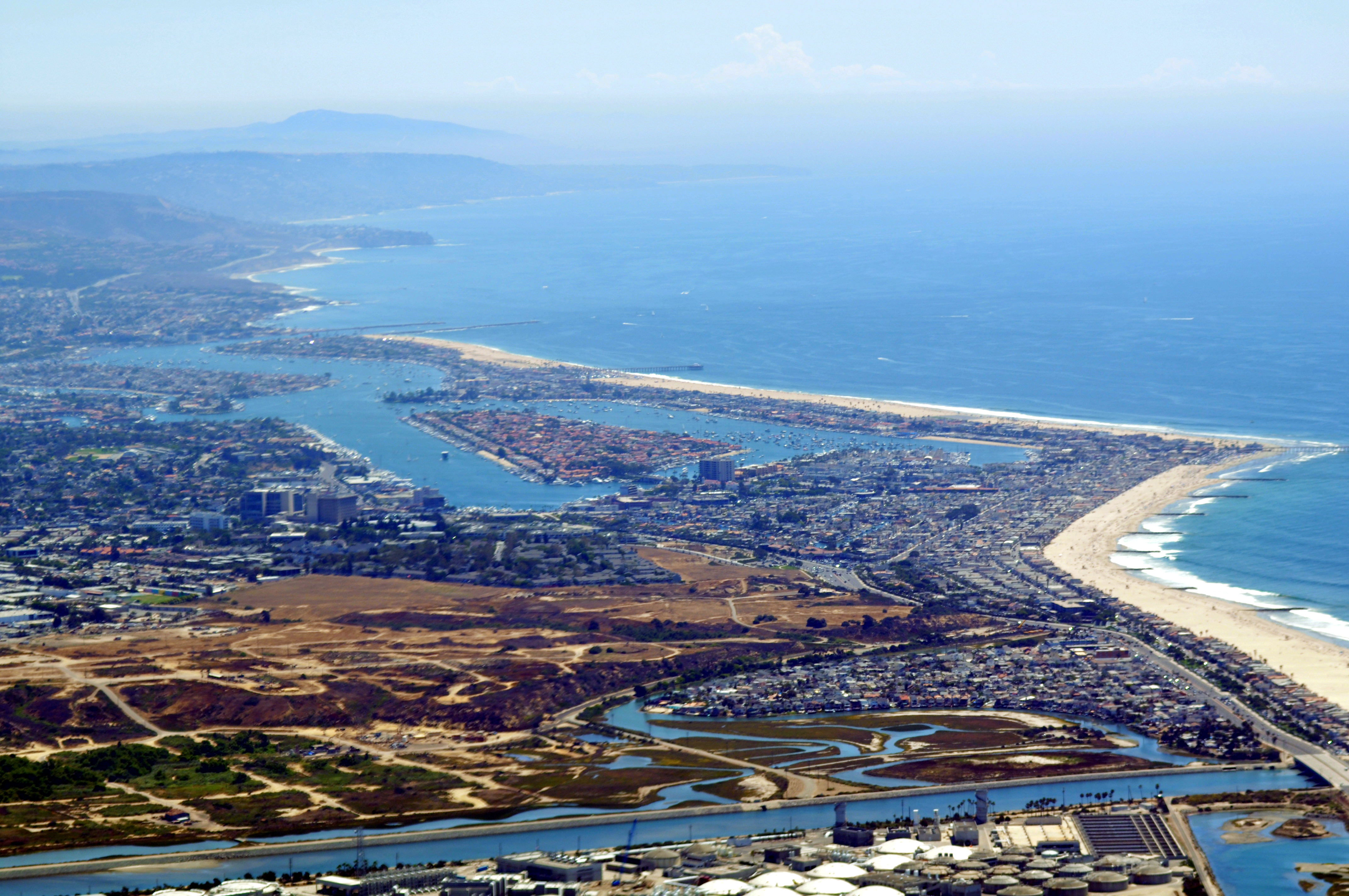
ニューポートビーチ

1871年、処女航海中の蒸気船「バケロ」号は交易のため、この湿地帯に寄航した。これにちなみ、一帯の農園主らはこの地を「ニューポート」と呼び始めた。
パシフィック電鉄がロサンゼルスのダウンタウンからニューポート南部に延伸された1905年に、市の発展は軌道に乗り始めた。その翌年にニューポートビーチ市は誕生するが、当時の人口はわずか206人であった。
市内のペニンシュラ (Peninsula) 、ウェストニューポート (West Newport) 、ニューポートアイランド (Newport Island) 、バルボアアイランド (Balboa Island) 、リドアイル (Lido Isle) の各地区はすでに入植され尽くしている。1923年にコロナ・デル・マール (Corona del Mar) 、2002年にはニューポートコースト (Newport Coast) 、イーストサンタアナハイツ (East Santa Ana Heights) 、サンホアキンヒルズ (San Joaquin Hills) をそれぞれ編入した。2008年にもコスタメサ市との長年のいがみ合いの末、ウェストサンタアナハイツ (West Santa Ana Heights) を併せている。

## 地理
市域は海抜0mからサンホアキン丘陵のシグナル・ピークの354mまでと幅広いが、公式の標高は8mである。西のサンタアナ川でハンティントンビーチと、北のジョン・ウェイン空港でコスタメサおよびアーバインと接する。市の東方はクリスタル・コーブ州立公園である。
国勢調査局によるとニューポートビーチ市の総面積は137平方キロで、このうち62平方キロが陸地、総面積の55.07%にあたる76平方キロが水域である。
市内はコロナ・デル・マール、バルボアアイランド、バルボアペニンシュラ、ニューポートコースト、サンホアキンヒルズ、サンタアナハイツ、ウェストニューポートなどの地区に分かれる。

### 港湾

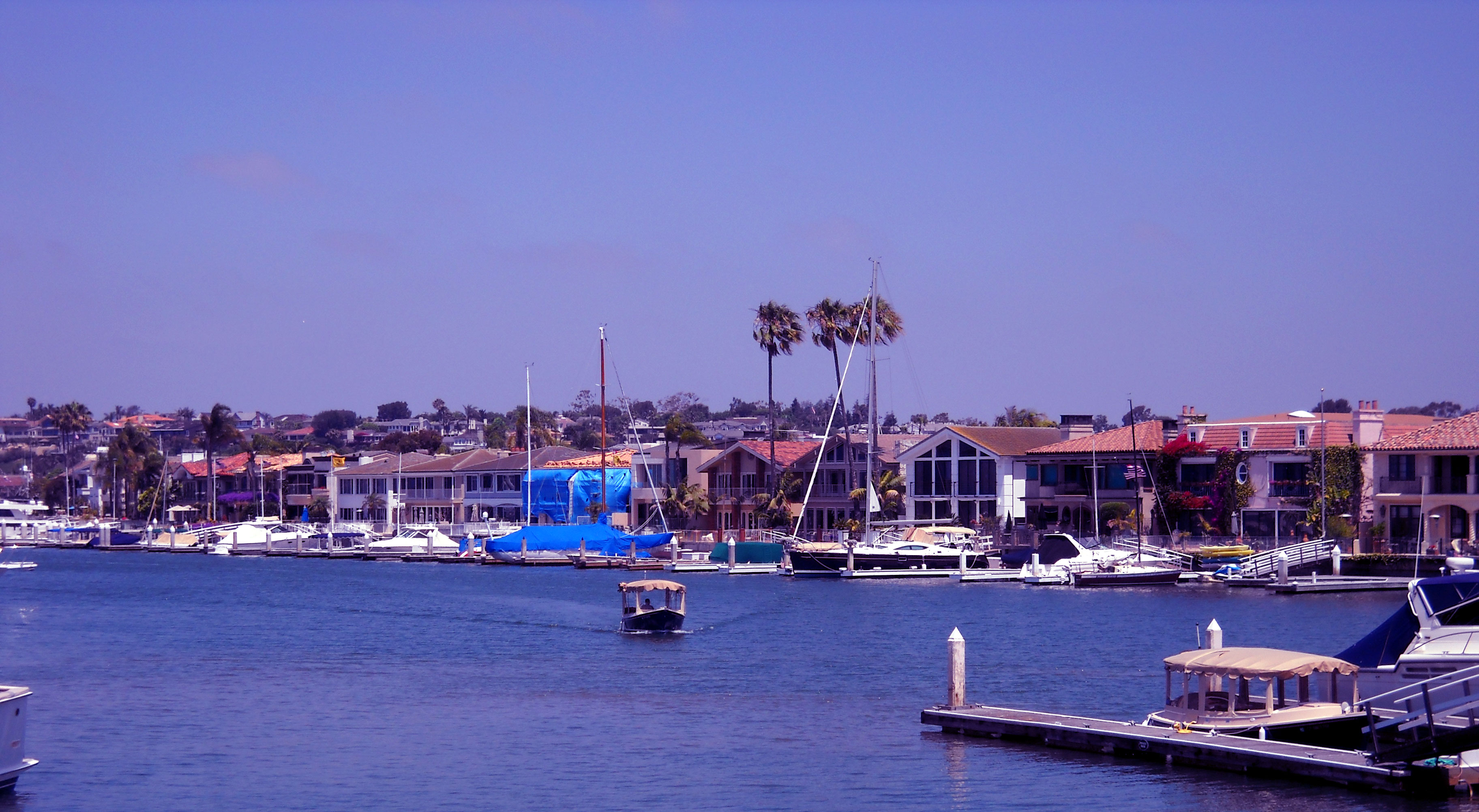
人工島のひとつ、リンダ島

ニューポート港は1900年代、入り江を浚渫して造営された半人工港である。バルボア島、小バルボア島、コリンズ島、ベイ島、ハーバー島、リド島、リンダ島などの人工島が次々と建設されたが、いまではもれなく宅地化されている。
ニューポート港はかつて造船や漁業で栄えたが、いまではもっぱらレクリエーションの場である。邸宅や造船所で海岸線は埋まっている。レクリエーション用の船艇数は、西海岸最大の9000隻にのぼる。セーリング、釣り、ボート競技、カヌー、カヤック、パドルボードなど、ボートを使ったアクティビティはなんでも人気がある。
海に関する経済活動には現在、サンタカタリナ島へ向かうカタリナ・フライヤー社のフェリーや港のツアー、スポーツフィッシング、ホエールウォッチングなどが挙げられる。沖釣り屋も数軒ある。
ニューポート湾はパシフィック・コースト・ハイウェイ橋で大きく二分される。北部はアッパー・ニューポート湾やバック湾と呼ばれ、南部はロウアー・ニューポート湾やニューポート港と呼ばれる。北部にもマリーナやランチランプなどの港湾設備はある。かつてニューポート港西部のリド島周辺には漁船がひしめいていたが、いまではビジネスセンターが割拠している。

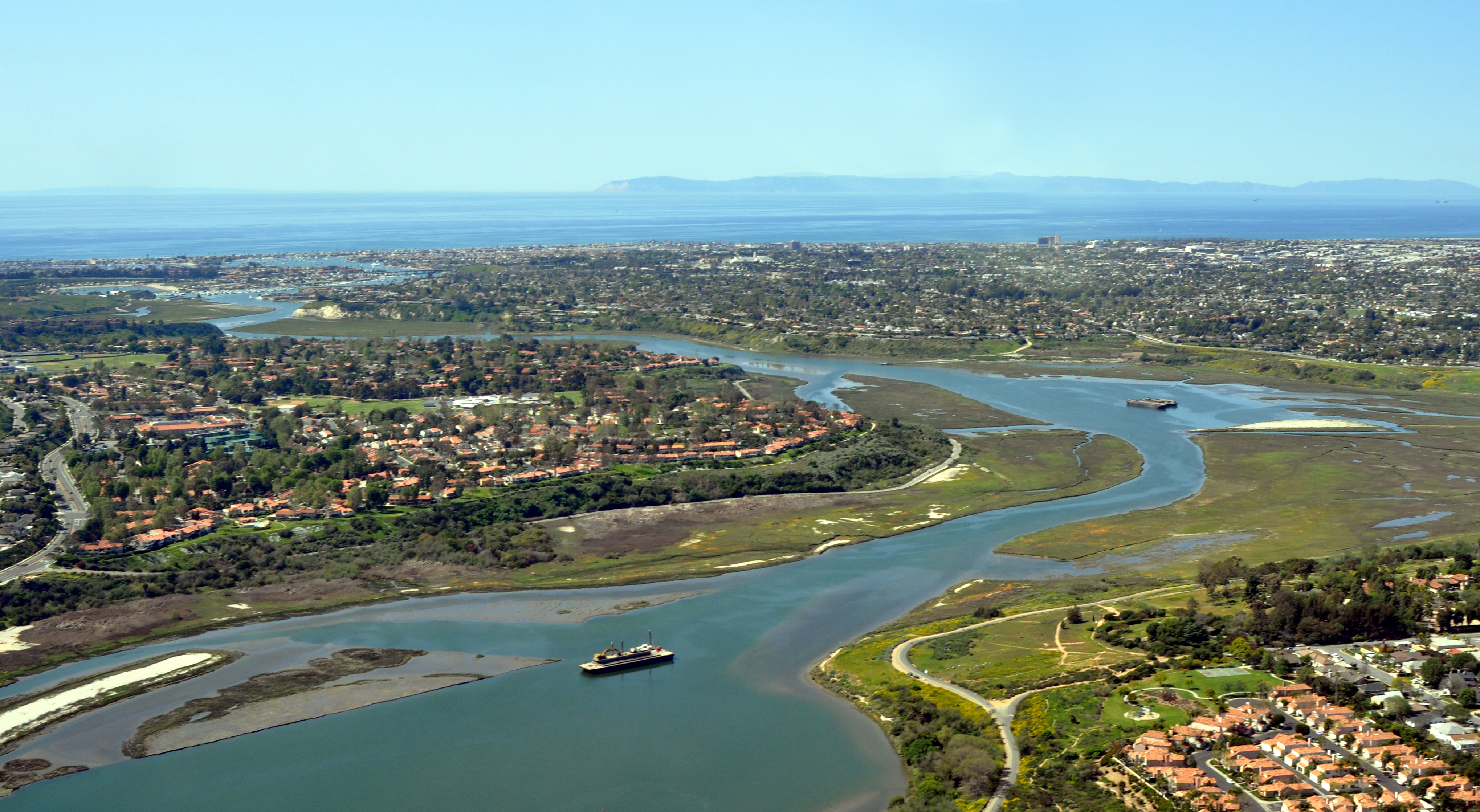
アッパー・ニューポート湾（バック湾）

1927年、ニューポート港の入り口に一軒の屋敷が建てられた。中国の伝統的な建築様式のこの屋敷は「チャイナコーブのチャイナハウス」 (China House of China Cove) として知られ、ニューポートビーチのランドマーク的存在だった。これは1980年代に取り壊されたが、今でもチャイナコーブではこれと同じ屋根が見られる。
アッパー・ニューポート湾は有史以前のサンタアナ川の氾濫で形成された三角江で、サンディエゴ川からの分流が流れている。1975年にこの大部分を包括するアッパー・ニューポート湾生態系保護区が設けられた。

### 気候
ロサンゼルス郡とオレンジ郡の沿岸部でみられる地中海性気候 (Csb) で、内陸部と比べ昼夜および年間の気温変化はゆるい。夏は涼しく冬温暖な、カリフォルニアでもっとも理想的な気候である。ニューポートビーチは西海岸で唯一、ココナッツがとれる地でもある。
| ニューポートビーチの気候 | ニューポートビーチの気候 | ニューポートビーチの気候 | ニューポートビーチの気候 | ニューポートビーチの気候 | ニューポートビーチの気候 | ニューポートビーチの気候 | ニューポートビーチの気候 | ニューポートビーチの気候 | ニューポートビーチの気候 | ニューポートビーチの気候 | ニューポートビーチの気候 | ニューポートビーチの気候 | ニューポートビーチの気候 |
| 月                       | 1月                      | 2月                      | 3月                      | 4月                      | 5月                      | 6月                      | 7月                      | 8月                      | 9月                      | 10月                     | 11月                     | 12月                     | 年                       |
| ------------------------ | ------------------------ | ------------------------ | ------------------------ | ------------------------ | ------------------------ | ------------------------ | ------------------------ | ------------------------ | ------------------------ | ------------------------ | ------------------------ | ------------------------ | ------------------------ |
| 平均最高気温 °F （°C）   | 64 (18)                  | 64 (18)                  | 64 (18)                  | 66 (19)                  | 66 (19)                  | 68 (20)                  | 71 (22)                  | 73 (23)                  | 73 (23)                  | 71 (22)                  | 66 (19)                  | 64 (18)                  | 68 (20)                  |
| 平均最低気温 °F （°C）   | 48 (9)                   | 50 (10)                  | 51 (11)                  | 54 (12)                  | 57 (14)                  | 60 (16)                  | 63 (17)                  | 64 (18)                  | 63 (17)                  | 59 (15)                  | 52 (11)                  | 48 (9)                   | 56 (13)                  |
| 降水量 inch （mm）       | 2.60 (66)                | 2.54 (64.5)              | 2.25 (57.2)              | .70 (17.8)               | .18 (4.6)                | .08 (2)                  | .02 (0.5)                | .09 (2.3)                | .30 (7.6)                | .28 (7.1)                | 1.02 (25.9)              | 1.59 (40.4)              | 11.65 (295.9)            |
| 出典：Weather Channel    |                          |                          |                          |                          |                          |                          |                          |                          |                          |                          |                          |                          |                          |

## 人口動態
2010年の国勢調査によると、市の総人口は8万5186人である。人口密度は1381.7人/平方キロ。白人が87.3%（7万4357人）、アフリカ系が0.7%（616人）、ネイティブ・アメリカンが0.3%（223人）、アジア系が7.0%（5982人）、太平洋諸島系が0.1%（114人）、その他が1.6%（1401人）、混血が2.9%（2493人）を占める。ヒスパニック（ラティーノ）の割合は7.2%（6174人）である。
市内の3万8751世帯の21.2%（8212世帯）は未成年と同居し、44.6%（1万7273世帯）は夫婦（同性愛を除く）で生活している。6.7%（2608世帯）の世帯は未婚の女性、3.1%（1199世帯）は未婚の男性が世帯主である。未婚の男女の世帯が1846世帯 (4.8%) 、婚姻関係にある同性世帯が233世帯 (0.6%) ある。33.1%（1万2838世帯）が単身世帯で、11.4%（4412世帯）を独居老人の世帯が占める。一世帯あたりの平均人員は2.19人で、一家庭あたりのそれは2.81人である。
世代別では17.3%が18歳以下、7.8%が18歳以上24歳以下、26.2%が25歳以上44歳以下、29.7%が45歳以上64歳以下、19.0%が65歳以上で、平均年齢は44.0歳である。女性100人に男性が97.1人、18歳以上の女性100人に対しては95.5人いる。
市内には4万4193軒（322.1軒/平方キロ）の住居がある。このうち54.8%が持ち家、45.2%が貸家である。後者の空き家率は7.8%である。人口の59.3%が持ち家に、40.2%が貸家に住む。
ニューポートビーチの住宅価格は2009年の調査で全米8位であった。

## 政治
ニューポートビーチでは共和党が強く、各政党の登録者数は2010年1月の時点で共和党が3万4747人、民主党が1万3684人、その他が2432人、無党派が1万1719人であった。同性婚に関するカリフォルニア州提案第8号は賛成51.3%で通したが、妊娠中絶に関する提案第4号は反対53.8%で否決した。
選挙区は州上院が第35区（トム・ハーマン議員）、下院が第68区（バン・トラン議員）および第70区（チャック・ディボア議員）に属する。連邦下院ではカリフォルニア州第48選挙区（ジョン・キャンベル議員）にあたる。選出議員はいずれも共和党所属。

## 経済
フォーチュン500に記載されたことのあるパシフィック生命の本社所在地で、そのほかアカシア・リサーチ、コネクサント、ギャラルディ・グループ、ジャズ・セミコンダクター、パシフィック・インベストメント・マネジメント (PIMCO) などが拠点を置く。市内のフレッチャー・ジョーンズ・モーターカーズは世界最大のメルセデス・ベンツディーラーである。かつてはエドワーズ・シアターズやエア・カリフォルニアもニューポートビーチに本社を構えた。市内最大手の法律事務所は、約75人の弁護士を擁するストラドリング・ヨッカ・カールソン・アンド・ロースである。

### 主な雇用主
市の2010年度包括的財務報告書によると、市内の主な雇用主は下記の通りである。
|      | 事業所名                                                   | 雇用者数 |
| ---- | ---------------------------------------------------------- | -------- |
| 1位  | ホアグ長老派記念病院                                       | 4001人   |
| 2位  | コネクサント                                               | 1650人   |
| 3位  | パシフィック生命                                           | 1513人   |
| 4位  | グライドウェル・デンタル                                   | 1400人   |
| 5位  | ニューポートビーチ市                                       | 940人    |
| 6位  | USバンク                                                   | 883人    |
| 7位  | パシフィック・インベストメント・マネジメント               | 762人    |
| 8位  | ボブ・アラン・ホイットソン・カンパニー                     | 750人    |
| 9位  | ニューポート＝メサ統合学区                                 | 545人    |
| 10位 | ニューポートビーチ・マリオットホテル・アンド・テニスクラブ | 510人    |
| 11位 | フレッチャー・ジョーンズ・モーターカーズ                   | 500人    |
| 12位 | アイランド・ホテル                                         | 424人    |
| 13位 | バルボア・ベイ・クラブ・アンド・リゾート                   | 424人    |

## 教育
- ニューポート小学校
- コロナ・デル・マール高校
- ニューポート・ハーバー高校
- セージ・ヒル・スクール
- カーデン・ホール
- イーストブラフ小学校
- エンサイン高等小学校
- ハーバー・デイ・スクール
- ハーバー・ビュー小学校
- リンカーン小学校
- マリナーズ小学校
- ニューポート・ハイツ小学校
- ニューポート・コースト小学校
- 聖母女王天使学校
- ロイ・O・アンダーセン小学校

## 観光

### 名所
ニューポートビーチの名所
- メインストリートに面するバルボア・パビリオン
- 中心市街
- バルボア・ベイ・クラブ

- ニューポート市街とファッション・アイランド
- オレンジ郡美術館
- ホアグ病院
- バック湾（アッパー・ニューポート湾）
- ニューポートふ頭
- ボードウォーク（実際はコンクリート造）
- バルボアふ頭
- バルボア・パビリオン
- バルボア遊園地
- ニューポート港海事博物館
- バルボア・イン
- バルボア島フェリー
- バルボア島
- ニューポート・スポーツ博物館
- パシフィック・コースト・ハイウェイ
- バルボア・ベイ・クラブ
- ドーリー魚河岸
- ニューポート・アクアティック・センター
- クラブ・クッカー - 有名なシーフードレストラン
- コロナ・デル・マール州立公園
- クリスタル・コーブ州立公園
- 「ウェッジ」 - サーフィンやボディボードの名所

### レジャー
ビーチ

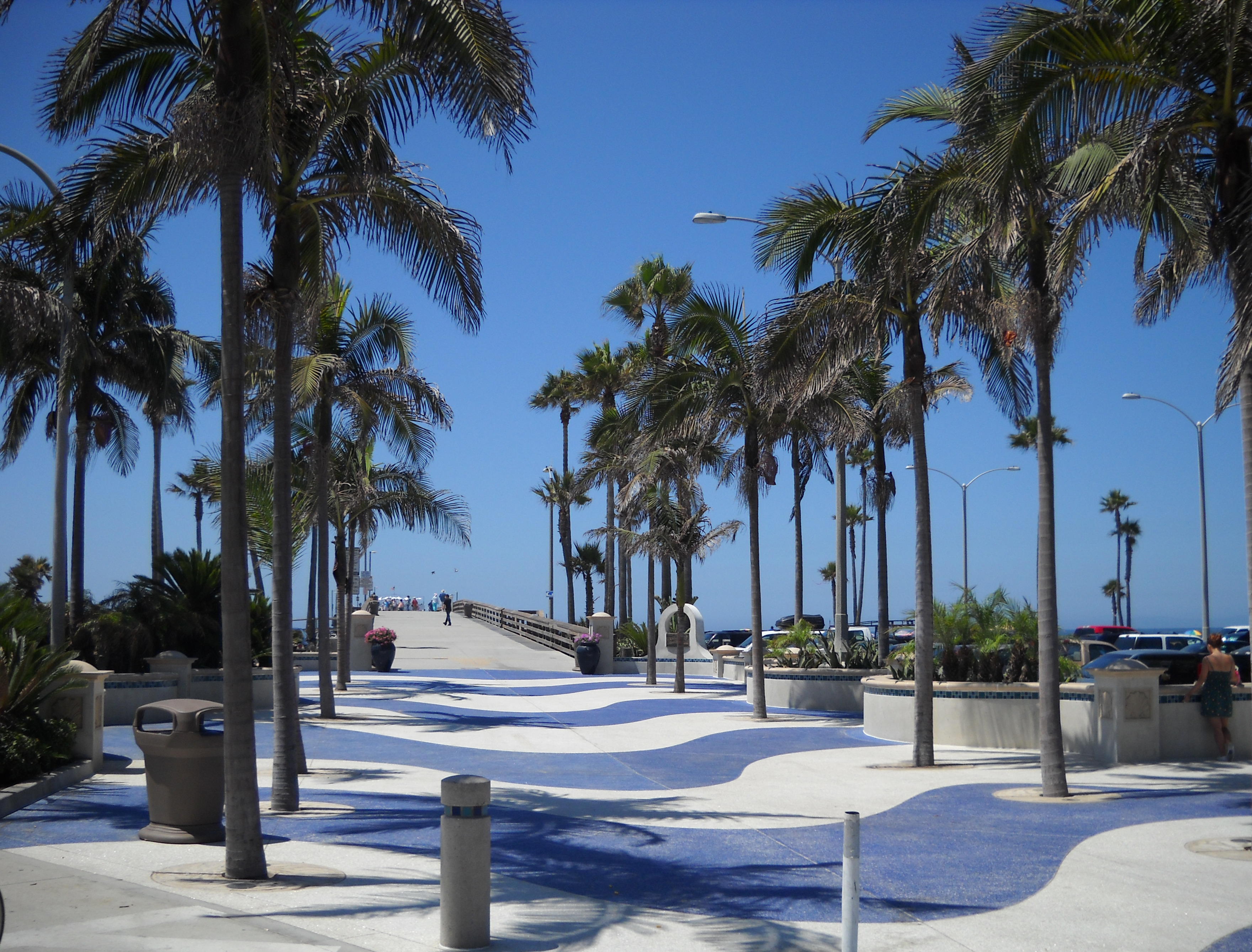
バルボアふ頭

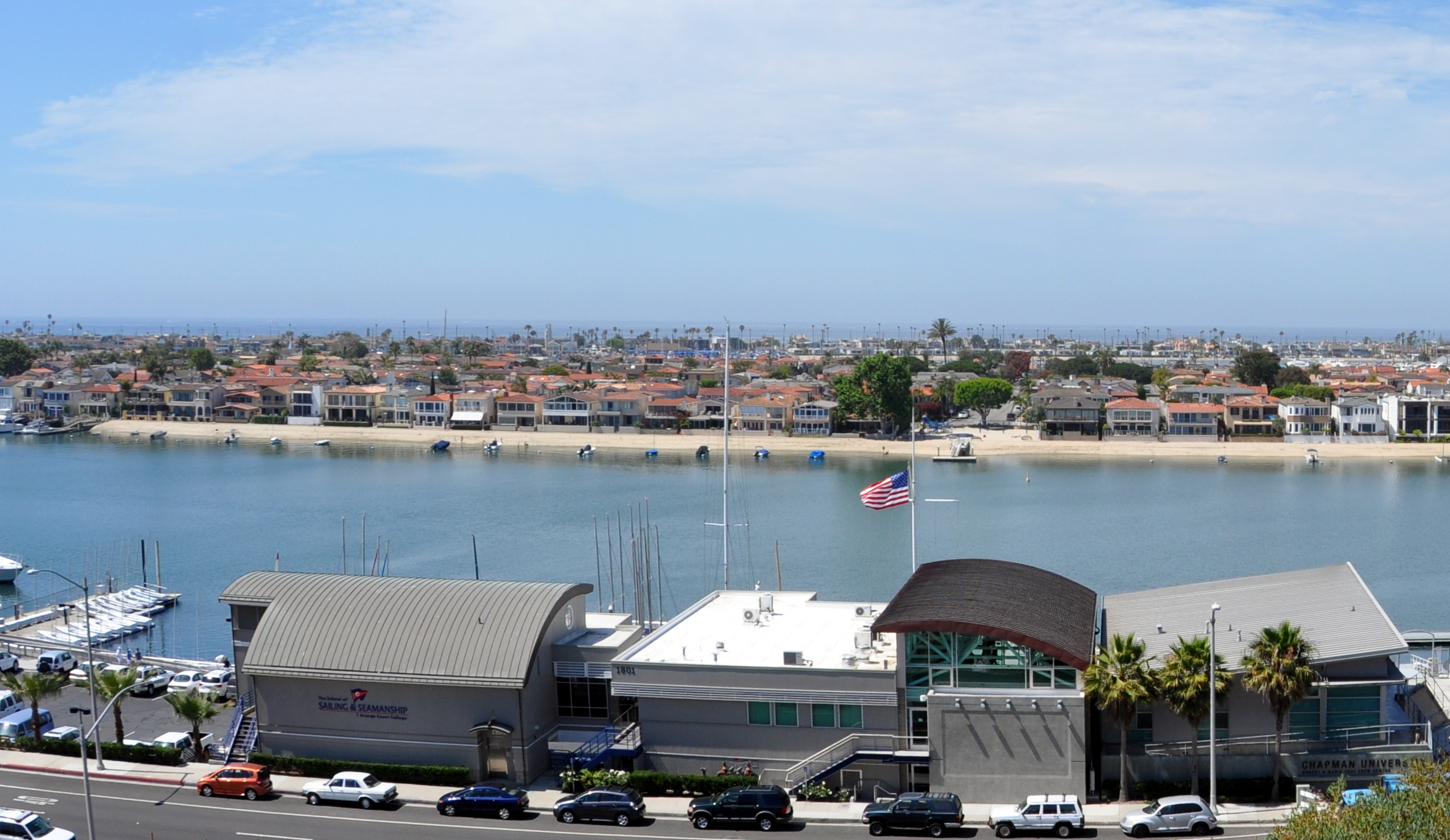
オレンジ・コースト大学セーリング・海技学校

1905年のパシフィック電鉄延伸後、ニューポートビーチには大勢の海水浴客が訪れるようになった。ビーチはサンタアナ川からバルボア半島をまわってコロナ・デル・マール州立ビーチ、さらにクリスタル・コーブ州立公園へと続くが、つとにニューポートふ頭からサンタアナ川にかけてサーファーが集う。バルボア半島先端の通称「ウェッジ」はボディボーダーないしボディサーファーのメッカである。
ニューポートふ頭やバルボアふ頭では地元の漁師と観光客が入り混じる。
ウェストニューポート三十六丁目からニューポートふ頭、バルボアふ頭を通ってバルボア半島のE丁目・F丁目まで、4.7kmのブロードウォークが伸びる。
ボート
アメリカ西海岸最大のレクリエーション・ボート港であるニューポート港では、セーリング、釣り、カヌー、カヤック、パドルボードなど、あらゆるボート・レジャーが人気である。1908年から毎年クリスマスに開かれるボートパレードを、『ニューヨーク・タイムズ』は「祝日に全米で起きる出来事のトップテンに入る」と評した。週末になるとセーリングやカヌーレースが行われる（夏は平日も行われる）が、なかでもエンセナーダ国際ヨットレースは世界最大のヨットレースである。
ボート、カヌー、カヤック、アウトリガーカヌーなどのレースはニューポート・アクアティック・センターで行われる。オレンジ・コースト大学セーリング・海技学校はセーリングコースや沿岸警備隊のライセンスも取れる船員コースを設けている。
記念館やその他ウォーターフロントの名所をめぐる港のボートツアーもある。大型のチャーター船で結婚式など、特別な日を祝うことができる。レンタルないしチャーター船は業者によってさまざまな大きさ、タイプのものが利用可能である。
ニューポート・ハーバー海事博物館ではニューポート港の歴史や産業、そしてこの海に魅せられてきた人々の足跡を垣間見ることができる。
バルボア
バルボア半島のバルボア・パビリオンやバルボア島フェリーは、市のもっとも有名なランドマークである。パビリオンに隣接して、定員500名のカタリナ・フライアーがサンタカタリナ島のアバロンとのあいだを結ぶ。近くにはメリーゴーラウンド、観覧車、バンジージャンプ、アーケードゲーム、みやげ物店、飲食店街などを備えたバルボア遊園地がある。
バルボア島の村の景観も多くの観光者を引きつけている。海沿いに島を一周する遊歩道はウォーキングやジョギング愛好家に人気である。
アウトドア

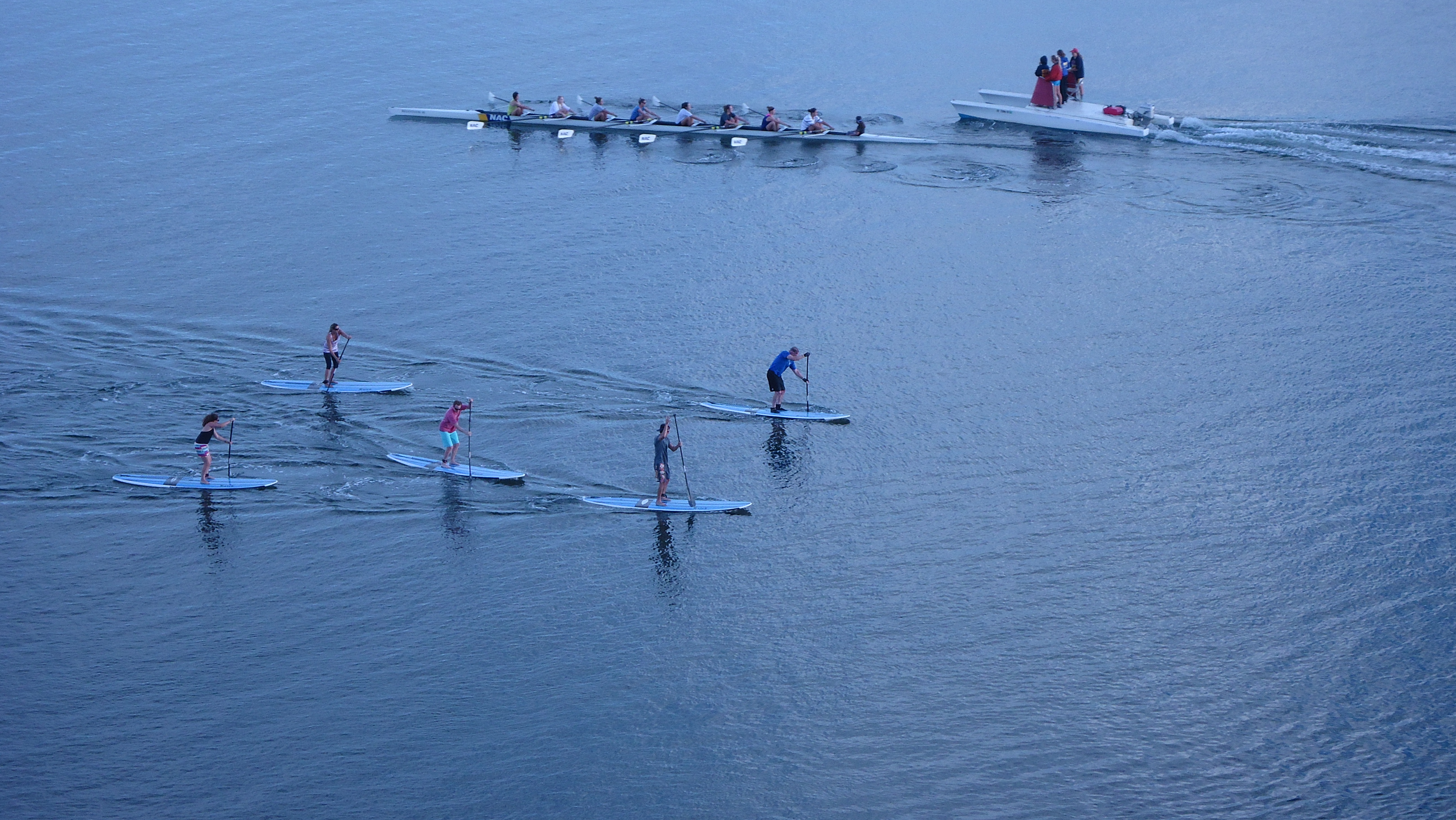
アッパー・ニューポート湾で立ち漕ぎをする人々

アッパー・ニューポート湾（バック湾）を取り囲むバック・ベイ・ドライブは自転車やローラーブレード、ジョギング、ウォーキング好きを引きつけている。バードウォッチャーや自然愛好家はアッパー・ニューポート湾生態系保護区やピーター・アンド・メアリー・マス・インタープレティブ・センターを訪ねる。クリスタル・コーブ州立公園にはタイドプールや遊歩道が整備され、キャンプもできる。
ホエールウォッチングも人気で、ニューポート港から定期船やチャーター船が出ている。
自転車
ブロードウォークには自ずと自転車好きが集まる。バルボア半島の数箇所でビーチクルーザーがレンタルできる。バック・ベイ・ドライブやアッパー・ニューポート湾周辺の自転車道、ニューポートコーストを経てサンホアキン丘陵に至る山がちの道、サンホアキン丘陵やクリスタル・コーブ州立公園のマウンテンバイク道などもサイクリストに人気である。パシフィック・コースト・ハイウェイは自動車の交通量もさることながら、地域の主要な自転車道である。
ニューポートビーチの郊外はほとんどが自転車圏内にあり、地元民は駐車用地の不足を見越して、近場であれば自転車を好んで使う。
ゴルフ
ペリカン・ヒル地域に2コースがある。いずれも近年、ホテルやクラブハウスを併設してリニューアルオープンした。
カルチャー

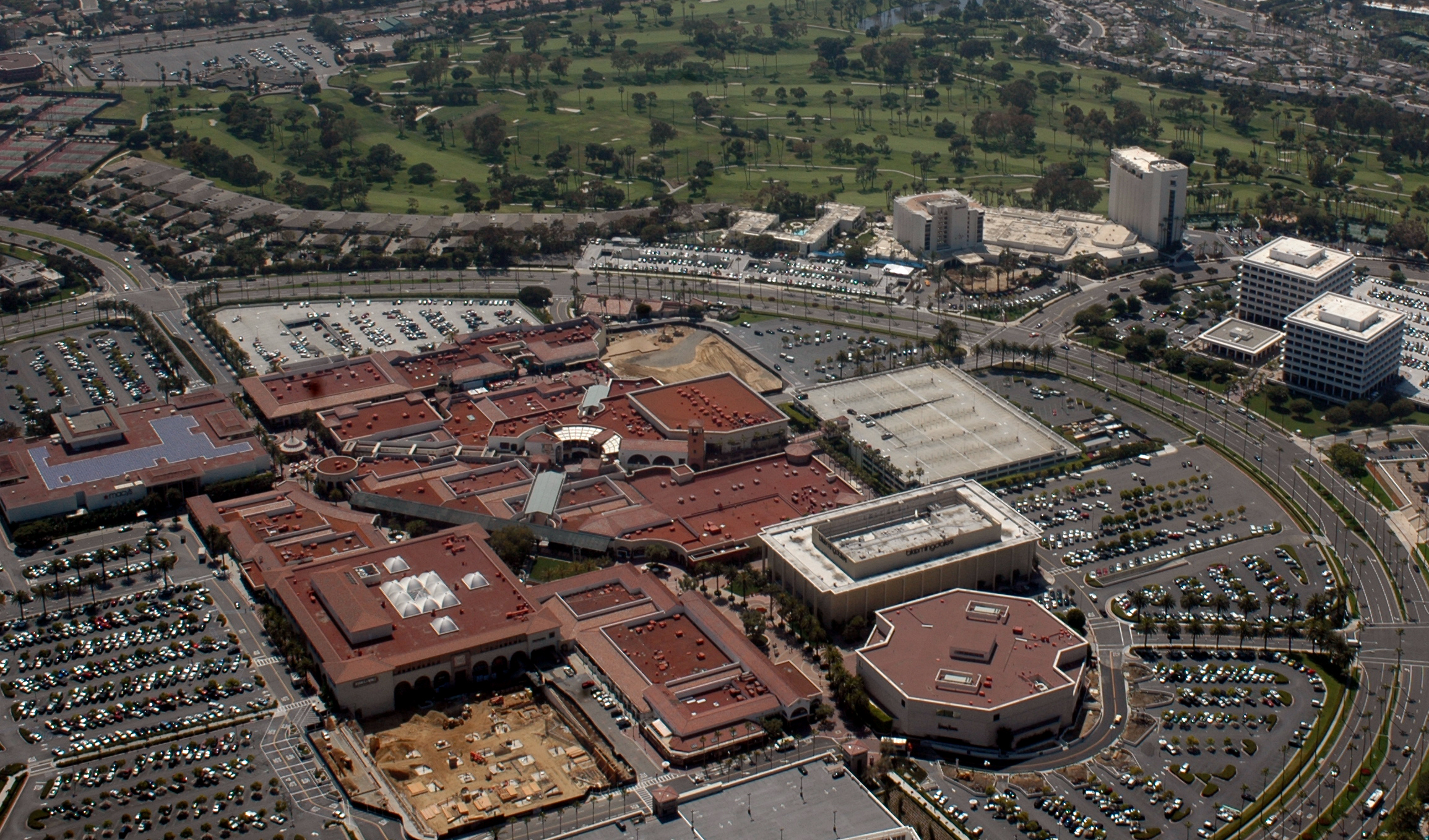
ファッション・アイランド

ニューポート・センター内のファッション・アイランドは、地域のショッピングおよびエンターテイメントの中心地である。センター内にはこのほか、カリフォルニアのアーティストを中心とした現代美術のオレンジ郡美術館がある。
ニューポートふ頭の数ブロックは、バーやレストランが集中する歓楽街である。
ファーマーズマーケット
市内では土曜朝にコロナ・デル・マルのマルゲリート・アベニューとパシフィック・コースト・ハイウェイの角で、日曜朝にリド村でそれぞれファーマーズマーケットが開かれる。

## フィクション
- テレビドラマ『The O.C.』シリーズは市内を舞台にしている。
- 2007年8月15日、MTVは『ラグナ・ビーチ』の後継番組 Newport Harbor: The Real Orange County をスタートさせた。出演者と場所を一新したこの新シリーズは、ニューポートビーチ市内の高校生の日常を描き出した。
- オレンジ郡が舞台のテレビドラマ『アレステッド・ディベロプメント』には、ニューポートビーチと思わしきシーンがよく登場する。
- 1999年公開のディズニー・チャンネル・オリジナル・ムービー The Thirteenth Year ではバルボア・パビリオンで一部の撮影が行われた。
- ロックバンド「キュート・イズ・ワット・ウィ・エイム・フォー」に Newport Living という楽曲がある。
- リアリティ番組 The Real Housewives of Orange County にニューポート港が出たことがある。
- 1954年、クイズ番組 You Bet Your Life に当時の市長が出演した。
- 1997年公開の映画『ロミーとミッシェルの場合』で、主人公の二人はニューポートビーチ中央図書館の前で再会を果たす。
- オーストラリアのバンド「INXS」の Devil Inside のPVはバルボア遊園地周辺で撮影された。
- J・ゴードン・エドワーズ監督の映画 Cleopatra（1917年）のロケは市内で行われた[31]。

## ゆかりの人物

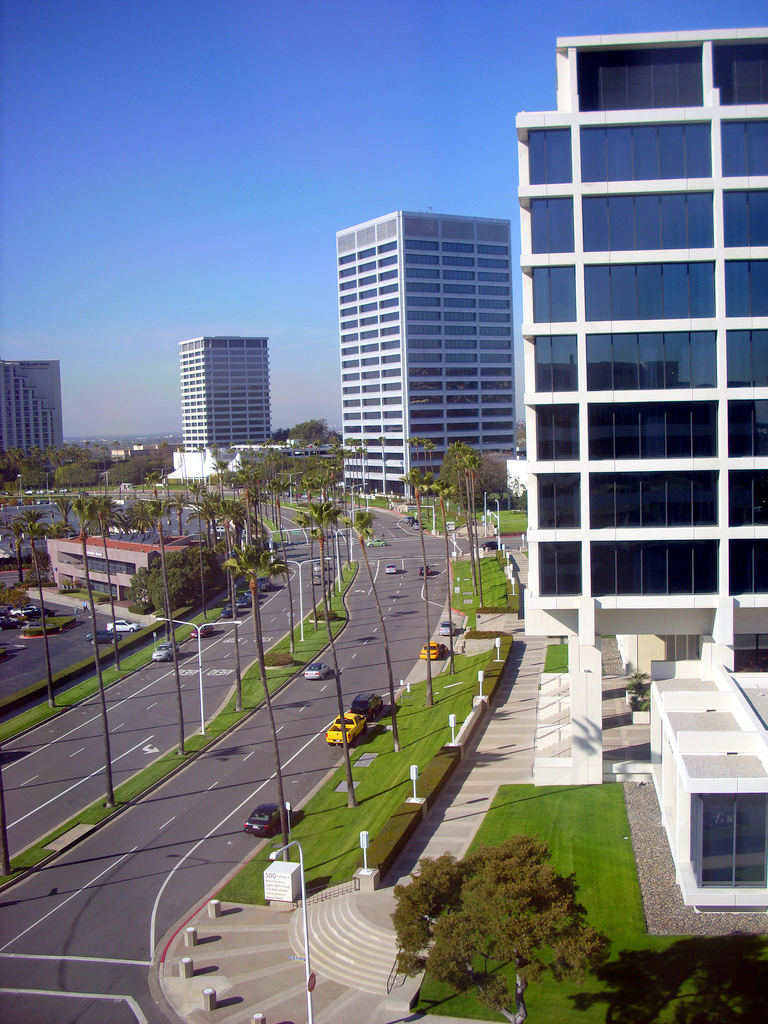
アーバイン・カンパニーによって建設されたニューポート・センター・ドライブ

### 実業界
- ジョージ・アージロス - 不動産投資家。シアトル・マリナーズ元オーナー
- ドナルド・ブレン - アーバイン・カンパニー会長[32]
- ビル・グロス - パシフィック・インベストメント・マネジメント (PIMCO) 共同設立者
- ジョン・H・マイアー - ハワード・ヒューズの元ビジネス顧問[33]
- マイケル・モーヘイム - ブリザード・エンターテイメントの共同設立者で最高経営責任者[34]
- ヘンリ・サミュエリ - ブロードコムの共同設立者。アナハイム・ダックスオーナー
- ゲイリー・プリム - カジノの開発者。プリム・バレー・リゾーツ元会長、最高経営責任者

### 芸能界
- アンディ・アッカーマン - ディレクター
- スティーブ・アオキ - プロデューサー、DJ
- ローレン・バコール - 女優[35]
- ジョーイ・ビショップ - エンターテイナー[35]
- ハンフリー・ボガート - 俳優[35]
- ジョージ・バーンズ - エンターテイナー
- ニコラス・ケイジ - 俳優
- ジェームズ・キャグニー - 俳優、ダンサー
- ディック・デイル - ミュージシャン。「キング・オブ・サーフギター」[36]
- バディ・エブセン - 俳優
- スティーヴン・フライ - 俳優、コメディアン、作家、ジャーナリスト、キャスター、映画監督
- レオ・ハワード - 俳優[37]
- チャック・ジョーンズ - 漫画家。バッグス・バニーやダフィー・ダックの生みの親
- ディーン・R・クーンツ - 作家[35]
- ヘザー・ロックリア - 女優
- マックG - 映画監督、プロデューサー
- マーク・マクグラス - バンド「シュガー・レイ」のボーカル[35]
- マイク・ネス - バンド「ソーシャル・ディストーション」のメンバー[38]
- チャック・ノリス - 総合格闘家、俳優
- ピーター・ノース - ポルノ男優[35]
- キャシー・リグビー - 元体操選手、女優
- フランク・ランバウスカス - 作家[39]
- グウェン・ステファニー - バンド「ノー・ダウト」のボーカル
- エマ・ストーン - 女優[40]
- シャーリー・テンプル - 女優[35]
- ジョン・タウンセンド - 作家[41]
- マミー・ヴァン・ドーレン - 女優[42]
- ジョン・ウェイン - 俳優[35]

### スポーツ界
- ノーラン・アレナド - プロ野球選手
- カーステン・ボール - オーストラリア人のテニス選手
- マット・バークリー - アメリカンフットボール選手
- アマンダ・ビアード - 競泳選手
- フランソワ・ボタ - ヘビーライト級の元ボクサー
- スコット・ボラス - スポーツエージェント
- コービー・ブライアント - バスケットボール選手[35]
- サーシャ・コーエン - フィギュアスケート選手
- ゲリット・コール - プロ野球選手
- ブライアン・ファルケンボーグ - プロ野球選手
- エカテリーナ・ゴルデーワ - フィギュアスケート選手
- キース・ハートウィグ - 元アメリカンフットボール選手
- カイル・ヘンドリックス - プロ野球選手
- レジー・ジャクソン - プロ野球選手。アメリカ野球殿堂入り
- ユルゲン・クリンスマン - ドイツ人の元サッカー選手、サッカー指導者
- ケビン・クーズマノフ - プロ野球選手[43]
- イリヤ・クーリック - フィギュアスケート選手
- ジョフリー・ラプル - アイスホッケー選手
- ビル・マカティー - スポーツキャスター
- トッド・マリノビッチ - 元アメリカンフットボール選手
- カール・マローン - 元バスケットボール選手[35]
- ディラン・ムーア - プロ野球選手
- デニス・ロッドマン - 元バスケットボール選手。バスケットボール殿堂入り[44]
- リー・スタインバーグ - スポーツエージェント
- ロバート・ウィーバー - サーファー[45]
- ジョン・ウェルバーン - アメリカンフットボール選手
- C・J・ウィルソン - プロ野球選手
- タイガー・ウッズ - ゴルファー
- ジョージ・ヤードリー - バスケットボール選手

## 姉妹都市
全米国際姉妹都市協会（Sister Cities International）加盟都市。
- アンティーブ（フランス）[46]
- エンセナーダ（メキシコ）[46]
- 岡崎市（日本）[46]